# Přemysl Kubala
Přemysl Kubala (* 16. prosince 1973 Frýdek-Místek) je český volejbalový trenér, volejbalista, reprezentant České republiky ve volejbalu a plážovém volejbalu. Společně se Petrem Benešem se kvalifikoval na Letní olympijské hry 2012 v Londýně do soutěže v plážovém volejbalu. Sehráli zde společně celkem 4 zápasy a nepostoupili ze základní skupiny do osmifinále. Po ukončení svého soutěžního působení na olympijských hrách ohlásili ukončení své sportovní kariéry.
Jeho otcem byl paralympijský atlet Milan Kubala. Od svých 17 let hrál českou volejbalovou extraligu. V roce 1997 byl vyhlášen nejlepším volejbalistou České republiky. Plážový volejbal hrával s Michalem Palinkem, od roku 2008 se stabilně věnuje plážovému volejbalu společně s Petrem Benešem.

## Největší úspěchy
- 2001 Mistrovství Evropy ve volejbalu, 4. místo
- 2006 Volejbalová extraliga České republiky, 1. místo